# Генерал-лейтенант авиации
Генерал-лейтенант авиации — персональное воинское звание высшего командного (начальствующего), позднее офицерского, состава авиации РККА и РККФ в Вооружённых Силах СССР (позднее СА и ВМФ) и Вооружённых Силах Российской Федерации в период 1940 — до настоящего времени.
После 1993 года не присваивается, но его имеют военнослужащие запаса и в отставке.

## История
Установлено Указами Президиума Верховного Совета СССР от 7 мая 1940 года «Об установлении воинских званий высшего командного состава Красной Армии» и «Об установлении воинских званий высшего командного состава Военно-Морского Флота», в связи с увеличением количественного состава авиационных формирований в РККА и РККФ, позднее в СА и ВМФ.
Исключено Законом Российской Федерации от 11 февраля 1993 года № 4455-I «О воинской обязанности и военной службе», в соответствии с которым данное воинское звание не вошло в перечень войсковых и корабельных званий и высшим офицерам авиации ВВС и ВМФ стали присваивать воинское звание генерал-лейтенант (без добавления слова «авиации»). Тем не менее, воинские звания генерал-полковника авиации, генерал-лейтенанта авиации и генерал-майора авиации были присвоены Указом Президента РФ от 18 февраля 1993 года.
С 1935 по 1940 год звание комкор (авиации) соответствовало генерал-лейтенанту авиации. Но сегодня звание генерал-лейтенанта авиации (ВВС) ВС Российской Федерации эквивалентно званию генерал-майора (двухзвёздный генерал; ОФ-7) в ряде армий и авиаций стран блока НАТО.

## Знаки различия
Воинское звание комдив (авиации) / генерал-лейтенант авиации имело различные знаки различия: петличные знаки, погоны и другие.
- Знак различия (шеврон) комкор (авиации) РККА (1935—1940)
- Петличный знак комкор (авиации) (1935—1940)
- Петличный знак генерал-лейтенант авиации с 1940 по 1943 год.
- Погон генерал-лейтенант авиации с 1943 года по 1955 год.
- Парадный погон генерал-лейтенант авиации с 1955 по 1994 год.
- Повседневный погон генерал-лейтенант в ВВС России с 1994 года по 2010 год.

### СССР и Российская Федерация
| Младшее звание: Генерал-майор авиации | Генерал-лейтенант авиации | Старшее звание: Генерал-полковник авиации |